# Pokémon Sword e Shield: The Isle of Armor
Pokémon Sword e Shield: The Isle of Armor (ポケットモンスター ソード・シールド 鎧の孤島, Poketto Monsutā Sōdo Shīrudo: Yoroi no Kotō, tradução: Monstros de Bolso Sword・Shield: Ilha da Armadura) é a primeira das expansões de download de Pokémon Sword e Shield: Expansion Pass para os jogos de RPG Pokémon Sword e Shield, publicados em 2019 para Nintendo Switch. Foi desenvolvido por Game Freak e publicado por The Pokémon Company e Nintendo para o mesmo console. Seu lançamento foi global e teve seu lugar em 17 de junho de 2020. Precede a The Crown Tundra (lançado em 22 de outubro de 2020). O pacote de expansão completo em formato físico foi publicado em 6 de novembro de 2020.
O pacote de expansão foi usado para substituir a necessidade de uma terceira versão ou sequela de Sword e Shield. O conteúdo está ambientado em uma ilha tropical, a Isle of Armor (baseada na Ilha de Man), que está frente da costa desta região fictícia de Galar de Sword e Swield. O jogador controla seu protagonista durante sua jornada para ilha, onde fica dojo do antigo Campeão da região de Galar e sua família. a jogabilidade consiste principalmente em treinar o Pokémon lendário Kubfu. A conclusão do treinamento resultará que Kubfu evolui para uma das duas formas de Pokémon Urshifu.

## Jogabilidade
A ilha em que o pacote de expansão está instalado é uma "Área Selvagem" interconectada, um mundo aberto em movimento livre com uma câmera em movimento livre e clima dinâmico, que tem implicações em quais espécies de Pokémon aparecem em um determinado momento. Além disso, "Raid Dens" aparecer, que são pequenas arenas para lutar e pegar Dynamaxed e Gigantamaxed Pokémon. O jogo apresenta testes, iniciados pelo mestre do dojo da ilha e ex-campeão de Galar, Mustard, e devem ser concluídos para avançar a história. Os testes envolvem lutar contra Pokémon e coletar itens para "Max Soup", usado para Pokémon "Gigantamaxing". Esses testes concedem aos jogadores acesso a Kubfu, tipo escuro ou versão do tipo água de Urshifu. Existe também o "Cram-o-Matic", uma máquina que lembra o Pokémon Cramorant. Esta máquina combina itens para criar itens novos e às vezes, raros. Um recurso recorrente dos jogos Pokémon Let's Go é que o Pokémon líder do jogador pode segui-los no mundo superior. Uma nova forma de batalha foi introduzida, chamada "Restricted Sparring", que limita os tipos de Pokémon que o jogador pode trazer para a batalha. A expansão oferece uma grande missão secundária envolvendo a caça de 151 Digletts de Alola, onde o jogador receberia diferentes formas de Alola para certos marcos.

### Pokémon
A expansão apresenta o lendário Pokémon Kubfu e sua evolução Urshifu. Esses Pokémon são centrais para o enredo da expansão e seus temas de crescimento. Além disso, uma forma regional de Slowpoke e uma de suas evoluções, Slowbro, foram adicionadas. A expansão também adiciona novas formas Gigantamaxed para Venusaur, Blastoise, o Pokémon inicial da região (Rillaboom, Cinderace e Inteleon), e ambas as formas de Urshifu. O pacote de expansão inclui o Pokémon Mítico Zarude, que é um personagem central em Pocket Monsters the Movie: Coco. A ilha contém 108 Pokémon que retornam que não estão no jogo básico, embora a Game Freak já tenha declarado aversão a adicionar Pokémon após o lançamento do jogo básico.

## Sinopse
O jogador chega a ilha de trem desde Pueblo Par. Uma vez lá, o personagem principal conhece um novo rival, exclusivo para a versão do jogo. Eles encontram Dreo se jogarem Pokémon Shield e Sophora se jogarem Pokémon Sword. Devido à confusão, o oponente acredita que o jogador é um novo aluno e começa uma batalha Pokémon. Mais tarde, eles visitam o Master Dojo, onde encontram Mostaz, o mestre do dojo e ex-campeão da região, que desafia o jogador para o combate. Após o fim da batalha, Mostaz declara que o dojo está em plena capacidade e inicia as "três provas", cujo vencedor receberá a "armadura secreta".
O primeiro julgamento é sobre perseguir e derrotar três velozes Slowpoke que roubaram o uniforme do dojo do oponente. A segunda envolve encontrar ingredientes para a receita de sopa do dojo, o que permite que certos Pokémon mudem para sua forma Gigantamax. Ao encontrar cogumelos, o rival desafia o jogador para uma batalha pelos cogumelos. O último teste é um combate Dynamax entre o protagonista e o rival no campo de batalha do dojo. O jogador sai vitorioso e é recompensado com a "armadura secreta": o lendário Pokémon Kubfu.
Após obter Kubfu, Mostaz pede ao jogador para aumentar sua amizade com o Pokémon. Embora o jogador possa usar métodos de amizade padrão, Mostaz recomenda que eles levem Kubfu para visitar vários lugares da ilha. Assim que o protagonista e Kubfu melhoram a relação, o ex-campeão pode escolher entre escalar as "Torres Pugna", a "Torre das Sombras" ou a "Torre das Águas". Independentemente da torre que o jogador escolher, Muostaz estará esperando no último andar, pronto para desafiá-lo com seu próprio Kubfu. Após derrotá-lo, é possível evoluir o Pokémon Urshifu. Dependendo da torre escolhida, os tipos e movimentos que Urshifu obtém serão diferentes.

## Desenvolvimento
O pacote de expansão foi anunciado no Pokémon Direct de 9 de janeiro de 2020 e novamente mostrado brevemente no Nintendo Direct Mini de 26 de março. Depois disso, o passe foi mostrado em detalhes nos Pokémon Presents de 17 de junho, horas antes do lançamento de The Isle of Armor.
O desenvolvimento do The Isle of Armor começou pouco antes do lançamento do Pokémon Sword e Shield. Durante as entrevistas, foi mencionado que dependendo da extensão do jogo em que o pacote de expansão seria inserido, os níveis do Pokémon seriam dimensionados de acordo. No entanto, como no jogo base para Pokémon selvagens, os níveis são escalonados de acordo com o número de insígnias de ginásio que o jogador possui.

## Recepção
The Isle of Armor recebeu "críticas mistas ou médias", de acordo com o agregador de críticas Metacritic. GameSpot o considerou uma extensão na melhor parte do jogo base sendo a Área Selvagem. A extensão da expansão, especificamente a história, foi vista como muito curta; Álvaro Alonso de Hobby Consolas e Travis Northup de IGN escreveram que a história da expansão dura apenas algumas horas e a falta de pós-jogo não ajuda a melhorar este problema.

Um dos destaques, de acordo com os críticos, foi a gigante Wild Area que se espalha pelas ilhas, com os críticos do TouchArcade chamando-a de "a estrela do show". Kallie Plagge da GameSpot observou que a expansão dobrou a ideia e a tornou "maior e melhor" do que a versão do jogo base, fazendo elogios ao cenário diversificado e aos elementos de jogo mais adequados, como o sistema de clima dinâmico. Na análise de Alex Olney da Nintendo Life, ele disse que a Wild Area foi bem pensada e cuidadosamente planejada, mas marcou o jogo devido aos "gráficos turvos". Ele também elogiou o dimensionamento do Pokémon que originalmente não existia no jogo base, Wailord.
Embora recebido de forma bastante positiva, a expansão foi criticada principalmente por não fazer muito com sua jogabilidade ou história. Chris Carter do Destructoid mencionou que o jogo era sólido e valia o preço, mas que a expansão não corrigiu os problemas do jogo base nem abalou a "fórmula Pokémon". Outros críticos disseram que o jogo não oferecia muito. Sam Loveridge da GamesRadar+ concluiu que a história e os personagens podem não ser suficientes para entusiasmar os fãs da série e que a Wild Area era repetitiva.